# Punch Drunks
Punch Drunks is een Amerikaanse filmkomedie uit 1934 met in de hoofdrollen de Three Stooges. De film werd in 2002 opgenomen in het National Film Registry.

## Rolverdeling
| Acteur          | Personage                      |
| --------------- | ------------------------------ |
| Moe Howard      | Moe                            |
| Larry Fine      | Larry                          |
| Curly Howard    | Curly                          |
| Chuck Callahan  | Mr. McGurn                     |
| Dutch Hendrian  | bendelid                       |
| Frank Moran     | bendelid                       |
| Dorothy Granger | Curly's vriendin               |
| Al Hill         | Killer Kilduff                 |
| William Irving  | Killer Kilduff's vechtstrainer |
| Billy Bletcher  | omroeper in ring               |
| Larry McGrath   | scheidrechter                  |
| Arthur Housman  | tijdmeter                      |
| Harry Watson    | jongen                         |
| Jack Lipson     | toeschouwer                    |
| Charles King    | vallende man                   |